# بورس کالای نیویورک
بازار بورس کالای نیویورک (به انگلیسی: New York Mercantile Exchange) (اختصاری NYMEX) یک بازار معاملات آتی کالاهای اقتصادی متعلق به گروه بورس بازرگانی و کالای شیکاگو است. نایمکس در خیابان وان نورت اند در بروکفیلد پلیس در بخش باتری پارک سیتی منهتن، نیویورک واقع شده‌است. دفاتر دیگر آن در بوستون، واشینگتن، آتلانتا، سان فرانسیسکو، دبی، لندن و توکیو واقع‌اند.